# Бедният Пиеро
„Бедният Пиеро“ (на френски: Pauvre Pierrot) е френски анимационен късометражен ням филм от 1892 година, създаден от режисьора Шарл-Емил Рейно. Премиерата му се състои на 28 октомври 1892 година в „Музея на восъчните фигури Гревен“ в Париж. В първоначалния си вид филмът е бил с продължителност около 15 минути, но на оцелелите кадри е направена реставрация през 1996 година и e 4 минути. Формално не е като истински анимационен филм, защото не е заснет на кинолента, а е направен във вид набор плочки за зооторп.

## Сюжет
Една нощ Арлекино отива да види любовницата си Коломбина. По-късно се появява Пиеро, който започва да чука по вратата. Коломбина и Арлекино се скриват, но Пиеро започва да пее. Тогава Арлекино уплашва Пиеро и бедният мъж избягва надалече.